# Подземенье
Подземе́нье (бел. Падзяменне) — деревня в Кобринском районе Брестской области Белоруссии. Входит в состав Городецкого сельсовета.
По данным на 1 января 2016 года население составило 24 человека в 19 домохозяйствах.

## География
Деревня расположена в 26 км к северо-востоку от города Кобрин, 9 км к северу от станции Городец и в 70 км к востоку от Бреста.
На 2012 год площадь населённого пункта составила 0,74 км² (74 га).

## История
Населённый пункт известен с XVI века. В сентябре 1939 года по инициативе советских политруков в деревне произошло убийство группы польских военных, полицейских и гражданских лиц. В 2008 году благодаря сотрудничеству польской и белорусской стороны польские специалисты обнаружили остатки 42 жертв.
В разное время население составляло:
- 1999 год: 52 хозяйства, 78 человек;
- 2009 год: 36 человек;
- 2016 год[2]: 19 хозяйств, 24 человека;
- 2019 год[1]: 15 человек.